# Tourterelle
Taxons concernés
- Sous famille :
  - Columbinae (dont les tourterelles)
- Genres :
  - Oena
  - Streptopelia
  - Turtur
  - Zenaida
- Espèces :
  - voir textemodifier

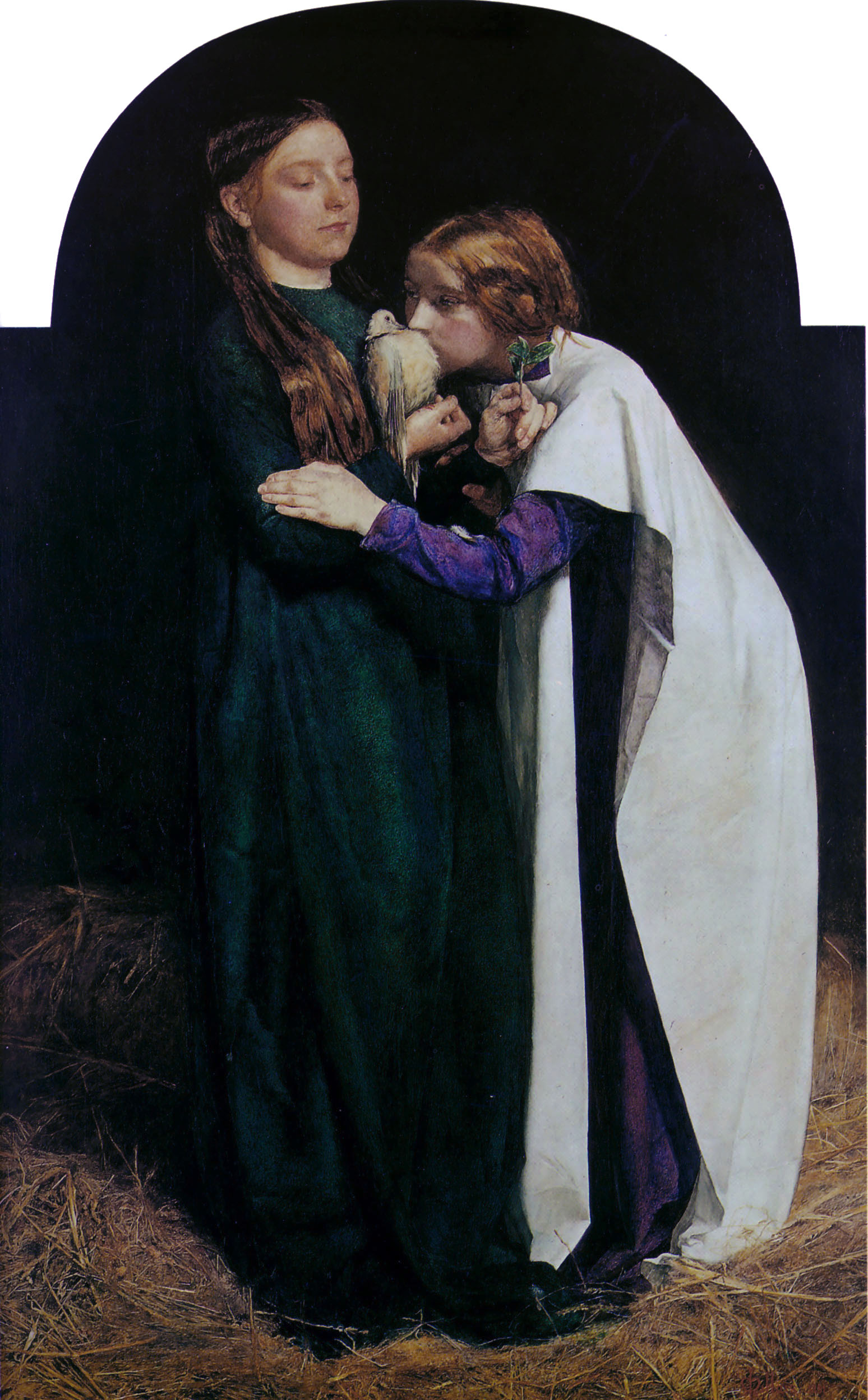
John Everett Millais, « The Return of the Dove to the Ark ». Représente une tourterelle.

Tourterelle est le nom vernaculaire générique donné à des oiseaux appartenant principalement à trois genres de la famille des Colombidés :
- Oena Swainson, 1837
- Streptopelia Bonaparte, 1855 (y compris Nesoenas Salvadori, 1893)
- Zenaida Bonaparte, 1838 (y compris Scardafella Bonaparte, 1855)

Par extension, ce nom désigne également nombre de petits Columbidae.

## Les espèces nommées tourterelles
De nombreux membres de la famille des Columbidés, plus petits que les pigeons, sont appelés tourterelles.
La population de tourterelles des bois a baissé de moitié ces dix dernières années.
Cette liste est variable selon les usages commun à tous les oiseaux
- Tourterelle à ailes blanches - Zenaida asiatica
- Tourterelle à collier - Streptopelia semitorquata
- Tourterelle à double collier - Streptopelia bitorquata
- Tourterelle à poitrine rose - Streptopelia lugens
- Tourterelle à queue carrée - Zenaida aurita
- Tourterelle à tête grise - Streptopelia tranquebarica
- Tourterelle côtière - Zenaida meloda
- Tourterelle d'Adamaoua - Streptopelia hypopyrrha
- Tourterelle de Reichenow - Streptopelia reichenowi
- Tourterelle de Socorro - Zenaida graysoni
- Tourterelle des bois - Streptopelia turtur
- Tourterelle des Galapagos - Zenaida galapagoensis
- Tourterelle du Cap - Streptopelia capicola
- Tourterelle émeraudine - Turtur chalcospilos
- Tourterelle maillée - Streptopelia senegalensis
- Tourterelle masquée - Oena capensis
- Tourterelle mélodieuse - idem Tourterelle côtière
- Tourterelle oreillarde - Zenaida auriculata
- Tourterelle orientale - Streptopelia orientalis
- Tourterelle pleureuse - Streptopelia decipiens
- Tourterelle rieuse - Streptopelia roseogrisea
- Tourterelle striée - Geopelia striata
- Tourterelle tambourette - Turtur tympanistria
- Tourterelle tigrine - Streptopelia chinensis
- Tourterelle triste - Zenaida macroura
- Tourterelle turque - Streptopelia decaocto
- Tourterelle zébrée - idem Tourterelle striée

Forme domestiquée :
- Tourterelle domestique (décrite sous le nom scientifique de Streptopelia risoria) – forme domestiquée.

## Terminologie
Les tourterelles de variété blanche sont souvent appelées aussi colombes dans le langage courant.
La distinction entre la tourterelle turque et la tourterelle rieuse, forme domestique (Streptopelia risoria) ou sauvage (Streptopelia roseogrisea), n'est pas évidente et leur classification est encore discutée. Les Français[précision nécessaire] ont considéré d'abord que la tourterelle rieuse  était une sous-espèce de la tourterelle turque. Mais plus récemment, les deux espèces sont classées comme distinctes ou encore comme formant une sous-espèce incluant également la tourterelle à double collier.
Les tourterelles d'élevage sont la plupart du temps des hybrides de ces espèces.
Les variétés d'élevage sont souvent considérées comme domestiques par les lois. C'est le cas par exemple en France où la législation admet comme domestiques des tourterelles rieuses d'élevage : tourterelle domestique (Streptopelia risoria), et tourterelle rose et grise (Streptopelia roseogrisea)
On dit que la tourterelle roucoule.
La tourterelle est un oiseau migrateur. Elle migre en début d'hiver.